# Karl Otto Greulich
Karl Otto Greulich (* 19. Dezember 1946 in Heidelberg; † 7. April 2024 ebenda) war ein deutscher Laserphysiker, Biophysiker, Gerontologe und Professor an der Universität Jena.

## Leben und Werk
Nach dem Ende seines Wehrdiensts im September 1967 begann Greulich ein Studium der Physik, Chemie und Mathematik an der Ruprecht-Karls-Universität Heidelberg, das er 1973 abschloss. Anschließend arbeitete er an der Universität Heidelberg als wissenschaftlicher Mitarbeiter und promovierte 1976 mit einer Arbeit über Enzymkinetik unter hohem Druck : Entwicklung eines Modells mit Anwendung auf die enzymatische Dextrasynthese. In der Folgezeit arbeitete er in Heidelberg am Physikalisch-Chemischen Institut und absolvierte einen einjährigen Forschungsaufenthalt in Israel. Im November 1989 habilitierte Greulich über Zeitlich und räumlich hochauflösende Methoden zur Spektroskopie und Mikrobearbeitung organischer Materialien. Ab April 1990 hatte Greulich dann eine Professur (C2) in Heidelberg inne. Im Jahr 1992 ging er nach Jena ans Institut für Molekulare Biotechnik und erhielt dort 1993 einen Lehrstuhl für Biophysik. 2012 trat er in den Ruhestand, war jedoch noch zwei Jahre als Berater für das Institut tätig.
Seine Arbeitsgruppe befasste sich mit Anwendungen von Lasern in der Zell- und Molekularbiologie. Die dort entwickelten Techniken sollen es etwa ermöglichen, den Einfluss von Änderungen des Blutdrucks auf die Endothelzellen oder durch einen Herzinfarkt hervorgerufene Schädigungen experimentell zu simulieren. Ein anderes Gebiet war die Untersuchung des Mechanismus der DNA-Reparatur, ebenfalls unter Verwendung der Lasertechnik, und seiner Auswirkungen aufs Altern. Im Rahmen der Krebsforschung untersuchte die Gruppe genetische Einflüsse auf Krebserkrankungen und unterstützte mit ihren Untersuchungen die Warburg-Hypothese, unter Einschränkung auf bestimmte Gewebearten.
Ein weiteres Tätigkeitsfeld Greulichs war die Entwicklung neuer grundlegender physikalischer Theorien, womit er bereits während seiner Zeit als Leiter der Arbeitsgruppe begann. Diese Theorien sollten laut Greulich einmal weite Teile der modernen Physik ersetzen können. Dabei beschränken sie sich auf elementare Mathematik. Er unterstützte seine Thesen mit bestimmten arithmetischen Beziehungen zwischen wichtigen Naturkonstanten. Die Gravitation führt er dabei auf die Coulombwechselwirkung zurück. Da beide Kräfte zwischen je zwei Körpern wirken können und mit dem Quadrat des Abstandes abnehmen sowie proportional zu gewissen Eigenschaften der Körper sind – Masse bzw. Ladung –, lässt sich durch Multiplikation passender abstandsunabhängiger Faktoren der Betrag der Gravitationskraft als Betrag der Coulombkraft schreiben. Nicht beschrieben wird dadurch jedoch die Richtung der Kraft, die Coulombkraft hat die Eigenschaft, dass sich Körper abstoßen (zwei positiv oder zwei negativ geladene Körper) oder anziehen (entgegengesetzt geladene Körper), welche sie fundamental von der Gravitation unterscheidet, welche stets anziehend wirkt. Dieses Problem konnte Greulich nach eigenen Aussagen bislang nicht lösen (Stand: 2011). Auch die etablierten Theorien der Quantenphysik suchte Greulich zu ersetzen. Seinen Aussagen zufolge hatte er einen Weg gefunden, experimentell nachgewiesene Verletzungen der Bellschen Ungleichung durch eine klassische Theorie zu beschreiben. Diese Verletzungen werden allgemein als starkes Argument für die Notwendigkeit der Quantenphysik angesehen. Die Interferenz von einzelnen Photonen suchte er auf eine nicht-quantenphysikalische Weise zu erklären, durch die sich der Welle-Teilchen-Dualismus  erübrigen sollte.
Greulich war Mitglied des Beirats der Konferenzreihen „Laser in den Lebenswissenschaften“ und „Die Natur des Lichts: Was sind Photonen?“.
Er war verheiratet und hatte zwei Söhne. Er starb am 7. April 2024 im Alter von 77 Jahren.